# Затоплювані савани озера Чад
Затоплювані савани озера Чад (ідентифікатор WWF: AT0904) — афротропічний екорегіон затоплюваних луків і саван, розташований в басейні озера Чад в Центральній Африці.

## Географія
Озеро Чад — це велике мілководне озеро, розташоване в центрі великої безстічної улоговини, на кордоні Камеруну, Чаду, Нігеру та Нігерії. Це найбільше озеро в Центральній і Західній Африці та четверте за площею озеро Африки. Площа Чаду коливається залежно від сезону та з року в рік. У 1960-х роках вона становила приблизно 25 000 км², однак до 1980-х років вона скоротилася до однієї десятої від цієї площі, а саме озеро розділилося на північну та південну частини. З того часу озеро дещо відновилося, а його середня площа в сухий сезон з 1989 по 2017 роки становила 12 700 км². Максимальна глибина озера у 1969 році становила 12 м, а станом на 1996 рік його середня глибина становила від 1,5 до 5 м. Річки Шарі та Логон, які впадають в озеро Чад з півдня, забезпечують 95 % притоку прісної води в нього. Близько 2,5 % притоку озера забезпечує річка Комадугу-Йобе, яке впадає в Чад із заходу.
Екорегіон затоплюваних саван озера Чад, окрім території навколо озера Чад, охоплює також водно-болотні угіддя Хадеджіа-Нгуру, розташовані в штаті Йобе на півночі Нігерії, в місці злиття річок Хадеджіа та Джамааре. В цьому місці формується річка Комадугу-Йобе, яка далі тече на схід та впадає в Чад. Водно-болотні угіддя Хадеджіа-Нгуру мають площу 2000 км², а під час розливу річок наприкінці серпня — 6000 км².
Основна частина екорегіону з усіх боків оточена сухими акацієвими саванами Сахелю, а Хадеджіа-Нгуру оточена західносуданськими саванами.

## Клімат
В межах екорегіону переважає посушливий пустельний або напівпустельний клімат. Середньорічна кількість опадів становить 320 мм, більшість з яких випадає протягом сезону дощів з червня по жовтень. З березня по червень триває спекотний і сухий сезон, а з листопада по грудень погода суха, однак більш прохолодна. Кількість води, що випаровується з озера Чад, перевищує кількість опадів протягом більшості місяців і досягає 2300 мм на рік. Незважаючи на це, озеро Чад має низький рівень солоності, оскільки більш солоні води опускаються на дно озера і витікають з нього через систему підземних каналів на півночі. На ці підземні канали також припадає 8 % притоку води в озеро. Південна частина озера, яка отримує набагато більший приток річкової води, як правило, є менш солоною, ніж північна частина.

## Флора
Поверхня озера Чад представлена ділянками відкритої води, що чергуються з мілководними ділянками, де ростуть очеретяні зарості, та з островами. Ділянки відкритої води зосереджені в південній частині озера, а вздовж північно-східного узбережжя Чаду зустрічаються численні невеликі острови. 
Рослинність в південній частині озера представлена заростями папірусу (Cyperus papyrus), африканського очерету (Phragmites mauritianus) та гіпопотамової трави (Vossia cuspidata), а в північній, більш солоній частині озера — заростями африканського очерету (Phragmites mauritianus) та південного рогозу (Typha domingensis). Великі площі води покривають зарості водяного салату (Pistia stratiotes).
На південь від озера Чад, на територіях, які щорічно затоплюються водою, глибина якої досягає 1-2 метрів, поширені луки яєре. В цій місцевості дерева не ростуть, оскільки більшість з них не переносить тривалого затоплення. На луках яєре росте антилопова трава (Echinochloa pyramidalis), чорний золотоборідник (Chrysopogon nigritanus), довготичинковий рис (Oryza longistaminata) та руда гіпарренія (Hyparrhenia rufa). Яєре повністю висихає протягом сухого сезону.
У районах, де затоплення триває протягом коротшого часу і глибина води протягом нього є меншою, зустрічаються дерева і кущі, які формують савани та рідколісся, відомі як карал або фіркі. Домінуючими деревами в них є червоні акації (Vachellia seyal), а в западинах — нільські акації (Vachellia nilotica subsp. nilotica). Також в цих склерофільних рідколіссях зустрічаються африканські баобаби (Adansonia digitata), фінікові пальми (Phoenix dactylifera), африканський мирт (Commiphora africana) та мавританські зизифуси. Під деревами ростуть трави висотою до 2 м, зокрема болотяна каперонія (Caperonia palustris), сільська плоскуха (Echinochloa colona), кенаф (Hibiscus cannabinus), вухоподібна водолюбка (Hygrophila auriculata), пурпуровошовкове просо (Sorghum purpureosericeum) та струнка шоенефельдія (Schoenefeldia gracilis).

## Фауна
У напівпустельних саванах Сахелю мешкає відносно небагато видів ссавців, а чисельність їх популяцій, як правило, є низькою. Однак водно-болотні угіддя Чаду та Хадеджіа-Нгуру раніше приваблювали різноманітних тварин у великій кількості. Серед великих сахельських ссавців, поширених в екорегіоні, слід відзначити рудолобу газель (Eudorcas rufifrons), сахарську газель (Gazella dama), газель-доркас (Gazella dorcas), рудого патаса (Erythrocebus patas), смугасту гієну (Hyaena hyaena), суданського гепарда (Acinonyx jubatus soemmeringii), звичайного каракала (Caracal caracal) та гієнову собаку (Lycaon pictus). Також в регіоні мешкають саванні слони (Loxodonta africana), плямистошиї видри (Hydrictis maculicollis), капські видри (Aonyx capensis), сітатунги (Tragelaphus spekii) та водяні коби (Kobus kob). Наразі популяції ссавців значно скоротилися. Так, сітатунги наразі вважаються вимерлими в Нігері. В нігерійській частині регіону залишилося кілька популяцій цих антилоп, що продовжують скорочуватися. Також в регіоні присутні бегемоти, хоч і в меншій кількості, ніж раніше, а видри залишаються досить поширеними. Західноафриканські крокодили (Crocodylus suchus) мешкають в озері Чад, однак стають все більш рідкісними. Ендеміком регіону є чадська піщанка (Taterillus lacustris).
Екорегіон затоплюваних саван Чаду є дуже важливим для великої кількості перелітних птахів, особливо качок і куликів, які мігрують з Палеарктики до Африки. Тут зафіксовано 19 видів водоплавних та 49 видів інших водно-болотних птахів. Їх чисельність змінюється від року до року, залежно від розміру озера та від умов інших водно-болотних угідь Африки. Одним із найпоширеніших птахів регіону є брижач (Calidris pugnax). Близько мільйону цих куликів зимують на озері Чад. У водно-болотних угіддях Хадеджіа-Нгуру найпоширенішими водоплавними птахами є білоголові свистачі (Dendrocygna viduata), великі чирянки (Spatula querquedula), північні шилохвости (Anas acuta) та брижачі (Calidris pugnax). Серед інших поширених в регіоні птахів слід відзначити шишкодзьобу качку (Sarkidiornis melanotos), білохвостого фірлюка (Mirafra albicauda), буру очеретянку (Acrocephalus rufescens), світлоброву очеретянку (Acrocephalus gracilirostris), ефіопського коукала (Centropus monachus), північного журавля-вінценоса (Balearica pavonina) та майже ендемічну річкову принію (Prinia fluviatilis). Багатьом птахам регіону загрожує зниження рівня води.
Розлив озера Чад збігається в часі з великими міграціями риби, які прямують до багатих заплав, щоб харчуватися та розмножуватися. Розлив води в поєднанні з сезонним підвищенням температури повітря призводить до зниження солоності, збільшення каламутності та збільшення кількості поживних речовин у воді. Як наслідок, в озері масово цвітуть фітопланктон та зоопланктон, а за ними — водно-болотні рослини. Регіон вирізняється надзвичайно багатою озерною іхтіофауною: тут мешкає близько 179 видів риб. Багато з них також зустрічаються в басейнах Нілу, Нігеру та Конго, оскільки протягом плейстоцену басейн озера Чад неодноразово сполучався з цими басейнами. Наразі він має лише незначне сполучення з басейном Нігеру через річку Майо-Кеббі. Серед найбільш характерних риб регіону слід відзначити нільського окуня (Lates niloticus) та галькового алестеса (Alestes baremoze). Деякі немігруючі види чадських риб пристосувалися до переживання тривалих періодів посухи, розвинувши здатність до дихання повітрям або до формування навколо себе слизового кокона.
Зменшення популяції крокодилів і бегемотів могло негативно вплинути на популяції риб. Крокодили полюють на нільських кларіїв (Clarias gariepensis), які поїдають ікру та мальків тіляпій та інших цихлід. Гіпопотами також підтримують рибні запаси, збурюючи багаті водні відкладення та збільшуючи родючість води своїм послідом.

## Збереження
Оцінка 2017 року показала, що 14 732 км², або 46 % екорегіону, є заповідними територіями. Основною природоохоронною територією регіону є Національний парк басейну Чаду, розташований в Нігерії. У 1946 році була створена Комісія басейну озера Чад, яка відповідає за регулювання та планування використання водних та інших природних ресурсів басейну Чаду.